# Pangio
Pangio — рід тропічних в'юнів, один з найбільших за кількістю видів у родині в'юнових (Cobitidae).
Ці риби широко розповсюджені в Південній та Південно-Східній Азії.
Мешкають у болотистих водоймах, зазвичай це струмки та канави з повільною течією та мулистим ґрунтом. Тримаються біля дна, ведуть прихований спосіб життя, часто закопуються в ґрунт або лежать поміж рослин та різних предметів. Активними стають у сутінках. Корм шукають на дні або викопують із ґрунту.
Рід включає такі види:
- Pangio agma  (Burridge, 1992)
- Pangio alcoides  Kottelat & Lim, 1993
- Pangio alternans  Kottelat & Lim, 1993
- Pangio ammophila  Britz, Ali & Raghavan, 2012
- Pangio anguillaris  (Vaillant, 1902)
- Pangio apoda  Britz & Maclaine, 2007
- Pangio atactos  Tan & Kottelat, 2009
- Pangio bhujia  Anoop, Britz, Arjun, Dahanukar & Raghavan, 2019
- Pangio bitaimac  Tan & Kottelat, 2009
- Pangio borneensis  (Boulenger, 1894)
- Pangio cuneovirgata  (Raut, 1957)
- Pangio doriae  (Perugia, 1892)
- Pangio elongata  Britz & Maclaine, 2007
- Pangio filinaris  Kottelat & Lim, 1993
- Pangio fusca  (Blyth, 1860)
- Pangio goaensis  (Tilak, 1972)
- Pangio incognito  Kottelat & Lim, 1993
- Pangio kuhlii  (Valenciennes, 1846)
- Pangio lidi  Hadiaty & Kottelat, 2009
- Pangio longimanus  Britz & Kottelat, 2010
- Pangio lumbriciformis  Britz & Maclaine, 2007
- Pangio malayana  (Tweedie, 1956)
- Pangio mariarum  (Inger & Chin, 1962)
- Pangio muraeniformis  (de Beaufort, 1933)
- Pangio myersi  (Harry, 1949)
- Pangio oblonga  (Valenciennes, 1846)
- Pangio pangia  (Hamilton, 1822)
- Pangio pathala  Sundar, Arjun, Sidharthan, Dahanukar & Raghavan, 2022
- Pangio piperata  Kottelat & Lim, 1993
- Pangio pulla  Kottelat & Lim, 1993
- Pangio robiginosa  (Raut, 1957)
- Pangio semicincta  (Fraser-Brunner, 1940)
- Pangio shelfordii  (Popta, 1903)
- Pangio signicauda  Britz & Maclaine, 2007
- Pangio superba  (Roberts, 1989)

Це маленькі рибки розміром 3-12 см завдовжки. Мають видовжене змієподібне тіло, трохи стиснуте з боків у задній частині й вкрите дуже дрібними лусочками. Голова маленька, без луски. Очі також маленькі, мають прозору захисну шкірку. Характерною ознакою є шип, що стирчить під кожним оком. Навколо рота — 3-4 пари вусиків. Ще однією характерною ознакою представників роду є відносно велика кількість хребців. Плавці маленькі, округлі, спинний розташований у задній частині тіла, сидить далеко позаду початку черевних плавців.
Всі представники роду дуже схожі між собою, майже однакові за формою, часто різняться лише незначними деталями забарвлення.
Самці стрункіші за самок. Самки трохи більші за самців і товщі, коли довитися на них згори.
Багато видів тримають в акваріумах. Вони мають привабливе забарвлення, цікаву поведінку, легко вживаються з іншими рибами, але важко розводяться.
В акваріумах тривалий час були відомі під назвою акантофтальмуси (Acanthophthalmus).